# 田中将大 (アルバム)
『田中将大』（たなかまさひろ）は、ももいろクローバーZのコンピレーション・アルバム。プロ野球選手の田中将大へ贈った歴代応援歌を収録しており、2021年2月24日に発売された。

## 解説
プロ野球選手の田中将大は、2012年頃からももいろクローバーZのファンを公言しており、ライブへも足を運んできた。同年からグループの楽曲を球場での登場曲として3曲起用し、2014年のメジャーリーグ移籍以降も、応援歌として制作されたオリジナル曲を7曲起用。これらの楽曲を集めたのが本アルバムである。
オリジナル曲に関してはGReeeeNが作詞・作曲の『背番号』や、CDTV（テレビ番組）のリクエストで“聴きたい曲1位”に選ばれた『吼えろ』など、「挑戦者を後押しするような、ストレートでメッセージ性の強い楽曲が多く、ももクロのファン以外からも根強い人気を獲得」していると、報じるメディアもある。田中本人がコーラスで参加している曲が複数あり、ももいろクローバーZのメンバーとともに作詞に取り組んだ『GET Z, GO!!!!』も収録。なお、各オリジナル曲のBPM（スピード）は、登場曲として流れる際の投球練習のテンポと合うように設定されている。
メジャー移籍初年度の登場曲である『My Dear Fellow』に関しては音源がメディアで一切公開されず、初登板の際にヤンキー・スタジアムで流されたのが初解禁となったというエピソードがある。このことは複数の現地メディアでも紹介され、ニューヨーク・ポストは「これまでここで流れた、ほかのいかなる曲とも違う」「自分専用の曲を引っさげてこの街に来る人なんて、他に誰がいるだろうか？」と取り上げた。
ジャケット写真は、かつて田中が所属し2021年から復帰する東北楽天ゴールデンイーグルスの本拠地である楽天生命パーク宮城にて、田中とももクロがマウンドに並び立つビジュアルとなっている。

## 収録曲
曲名にZZ ver.（ダブルゼータ バージョン）が付与されているものは、現体制のメンバー4人による新録を意味する。
1. overture 〜ももいろクローバーZ参上！！〜
作曲・編曲：前山田健一
  - 2013年シーズン前半に田中将大の応援歌（登場曲）として使われた
  - もともとは、ももいろクローバーZのライブの出囃子（登場曲）であり、本アルバムでオリジナル音源初収録
2. 走れ！ -ZZ ver.-
作詞：NOBE・モリモトコージ / 作曲：KOJI oba・michitomo / 編曲：michitomo
歌詞・動画 - 歌ネット 
  - 2012年シーズンの応援歌
3. DNA狂詩曲 -ZZ ver.-
作詞：前田たかひろ / 作曲：大隅知宇 / 編曲：R・O・N
歌詞・動画 - 歌ネット 
  - 2013年シーズン後半の応援歌
4. My Dear Fellow -ZZ ver.-
作詞：前田たかひろ / 作曲：しほり / 編曲：橋本由香利
歌詞・動画 - 歌ネット
  - 2014年シーズンの応援歌
  - 本アルバムでZZ ver.音源初収録
5. 勝手に君に -ZZ ver.-
作詞：ももいろクローバーZ・NAGAE / 作曲・編曲：大隅知宇
歌詞・動画 - 歌ネット
  - 2015年シーズンの応援歌
  - 本アルバムでZZ ver.音源初収録
6. GET Z, GO!!!! -ZZ ver.-
作詞：ももいろクローバーZ・田中将大・NAGAE / 作曲・編曲：michitomo
歌詞・動画 - 歌ネット 
  - 2016年シーズンの応援歌
  - 本アルバムでオリジナル音源初収録となるため、ZZ ver.以外のバージョンは存在しない
7. 何時だって挑戦者 -ZZ ver.-
作詞：只野菜摘 / 作曲：ツキダタダシ / 編曲：R・O・N
歌詞・動画 - 歌ネット
  - 2017年シーズンの応援歌
  - 本アルバムでZZ ver.音源初収録
8. 吼えろ
作詞：ファンキー加藤 / 作曲：ファンキー加藤・サトシ / 編曲：田中隼人
歌詞・動画 - 歌ネット 
  - 2018年シーズンの応援歌
  - 2021年シーズンには、阪神・佐藤輝明も同曲を使用。田中将大は『吼えろ 2021』として、ファンキー加藤が歌唱に加わったアレンジ版を使用（配信限定でリリースされている）
  - 本アルバムでオリジナル音源初収録
9. 背番号
作詞・作曲：GReeeeN / 編曲：春日俊亮 [Diosta inc.] / 弦編曲：高田翼 [Diosta inc.]
歌詞・動画 - 歌ネット 
  - 2019年シーズンの応援歌
  - 本アルバムでオリジナル音源初収録
  - GReeeeNのHIDEがコーラスで、naviがギターで参加
10. On Your Mark／ももいろクローバーZ with ファンキー加藤
作詞：ファンキー加藤 / 作曲：ファンキー加藤・大知正紘・田中隼人 / 編曲：田中隼人
歌詞・動画 - 歌ネット
  - 2020年シーズンの応援歌
  - 本アルバムで音源初収録（それまでライブ音源も存在せず）

ボーナストラック
1. On Your Mark -MCZ only-
作詞：ファンキー加藤 / 作曲：ファンキー加藤・大知正紘・田中隼人 / 編曲：田中隼人
  - ももいろクローバーZ単独歌唱バージョン
  - 本アルバムで音源初収録（それまでライブ音源も存在せず）

## 参加ミュージシャン
[ ]は演奏時間
| overture 〜ももいろクローバーZ参上！！〜 [1:36] - All Instruments & Programming: 前山田健一 - Special Guest Vocal: 水木一郎 走れ！ -ZZ ver.- [4:44] - All Programming: michitomo DNA狂詩曲 -ZZ ver.- [4:22] - Guitar & Piano, Programming: R・O・N - Arranged by 横山克 - 1st Violin Top: 真部裕 - 1st Violin: 徳永友美 - 2nd Violin: 漆原直美、藤堂昌彦 - Viola: 坂口弦太郎 My Dear Fellow -ZZ ver.- [4:10] - Programming: 橋本由香利 - Guitar: 西川進 - Strings: 今野均ストリングス 勝手に君に -ZZ ver.- [4:43] - Guitar: 堤博明 - Other Instruments & Programming: 大隅知宇 - Chorus: ももいろクローバーZ & 田中将大 | GET Z, GO!!!! -ZZ ver.- [4:36] - All Programming: michitomo - Guitar: SEKU 何時だって挑戦者 -ZZ ver.- [4:37] - All Instruments: R・O・N - Hamo Chorus: eNu（VERYGOD） - Chorus: ももいろクローバーZ & 田中将大 吼えろ [4:22] - Produce, Arrange & All Other Instruments: 田中隼人 - Guitars: 木島靖夫 背番号 [3:30] - Arrangement: 春日俊亮（Diosta inc.） - Strings Arrangement: 高田翼（Diosta inc.） - Strings: 門脇大輔ストリングス（GRAPLE JAM） - Drums: 北村望 - Bass: 春日俊亮（Diosta inc.） - Guitars: 高田翼（Diosta inc.） - Additional Chorus: HIDE（GReeeeN） - Guitar Fire: Navi（GReeeeN） On Your Mark [4:12 / 4:06(MCZ only)] - Produce, Arrange & All Other Instruments: 田中隼人 - Guitars: 木島靖夫 |

## 田中将大とももいろクローバーZとの関係
田中はももクロのファン（モノノフ）であることを公言し、2013年には練習用として当時のメンバーカラー5色に染め分けられたグローブを特注し、公式戦においてはクローバーの刻印が入ったものを使用した。また、球団がファンクラブ会員に「選手応援タオル」をプレゼントした際、田中のタオルはももクロのメンバーカラー5色を使用し、その並び順もステージ上での本人たちの立ち位置とまったく同じであった。球団広報によると「本人の希望でこの配色になった」とのことだった。さらに日本プロ野球新記録の開幕16連勝を達成した試合では、同配色の応援ボードが配布され観客によって掲げられた。
メンバーに関してはいわゆる「箱推し」（特定のメンバーではなくグループ全体が好きな状態）であるとコメントしており 、以下に挙げる共演を果たしている。
- 2013年9月3日、クリネックススタジアム宮城での公式戦前にももクロと対面。リーダーの百田夏菜子にピッチング指導を行なった（百田は同日、始球式を行った）[15]。
- 2013年11月23日、「楽天イーグルス ファン感謝祭」にゲストとしてサプライズ出演したももクロから、ギネス記録を祝福される。ももクロは、田中が登場曲に使用した「DNA狂詩曲」と「走れ!」を披露した。
- 2013年11月29日放送の『僕らの音楽』にて、ももクロと対談を行った。
- 2013年12月12日放送の『とんねるずのみなさんのおかげでした』のコーナー「新・食わず嫌い王決定戦」で、田中とももクロの対決が行われ、結果は両者正解・引き分けだったが、田中はももクロと「ココ☆ナツ」を踊るという罰ゲームを受けることとなった。
- 2013年12月31日放送の『第64回NHK紅白歌合戦』にて、ももクロの歌唱前に共に登壇し5色のグローブ（前述）を披露、曲紹介も担当した。なお田中が登場曲に使用していた「走れ!」がメドレーの中で披露された。
- メジャーリーグ移籍後には、一時帰国時に大晦日の『ももいろ歌合戦』などで複数回共演した。